# Galactic Radiation and Background

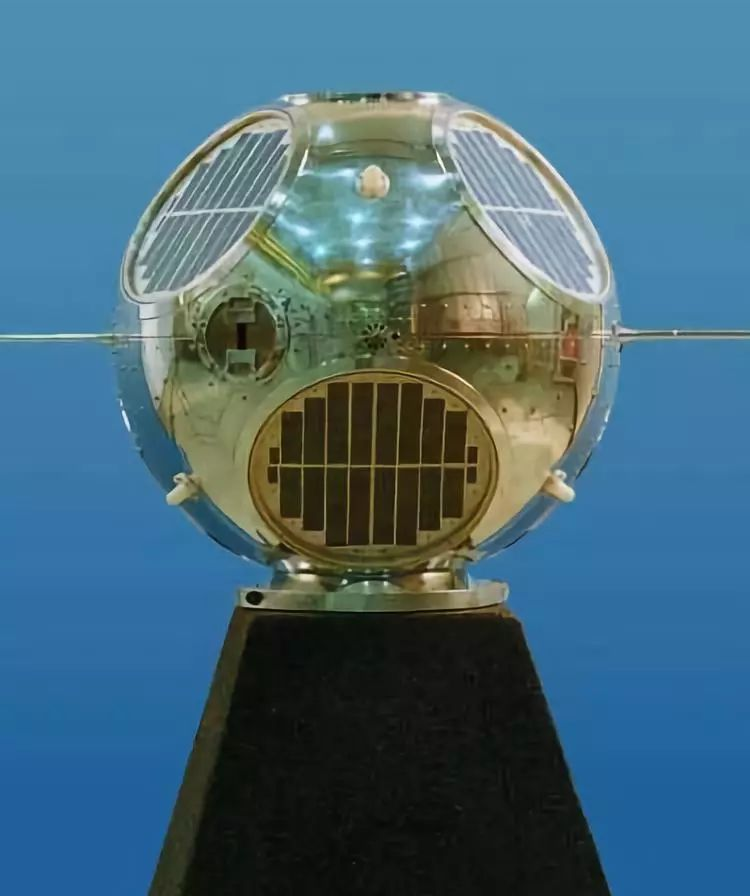
Maquette d'un satellite GRAB exposé au National Cryptologic Museum de la NSA.

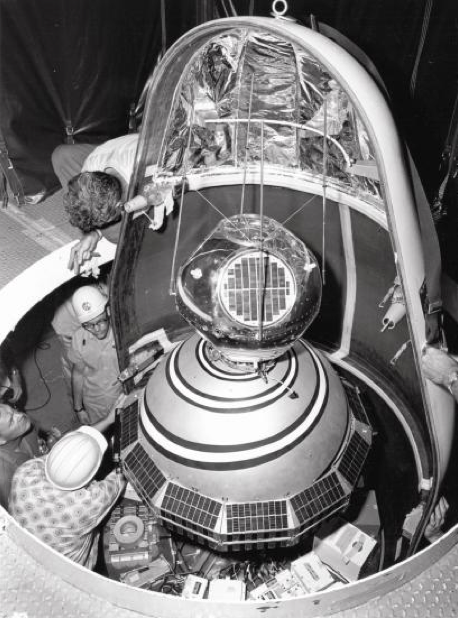
Le premier satellite GRAB est fixé au sommet du satellite Transit 2A beaucoup plus massif qui est mis en orbite par le même lanceur.

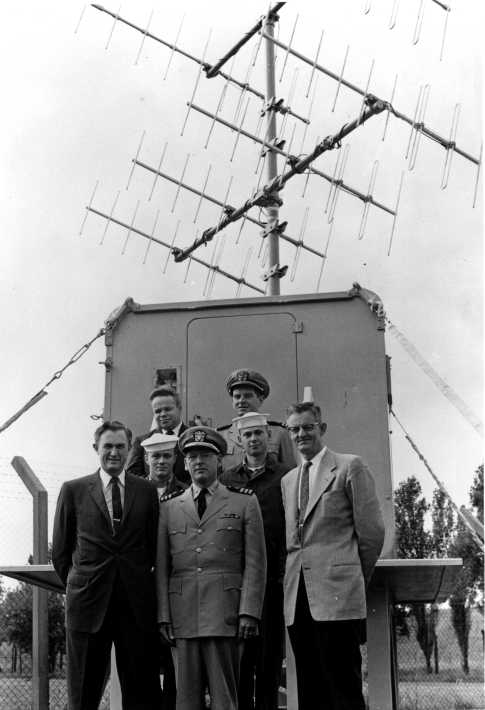
Station dédiée à la réception des données transmises par les satellites GRAB.

Galactic Radiation and Background (abrégé en GRAB, traduisible par « Rayonnement galactique et arrière-plan (fond diffus) », désignation trompeuse) désigne une famille de satellites de reconnaissance américains déployés entre 1960 et 1962. Développés par le Naval Research Laboratory (NRL), ils forment la première génération de satellites de renseignement d'origine électromagnétique. Deux des cinq satellites lancés permettront de vérifier la capacité à localiser et caractériser depuis l'espace les radars des puissances étrangères. À la suite d'une réorganisation du renseignement spatial américain courant 1962, les satellites Poppy prendront le relais des satellites GRAB. 

## Historique
À la fin de la Seconde Guerre mondiale, certains sous-marins allemands utilisent un détecteur de radars portatif baptisé ATHOS pour détecter les émissions des avions Alliés, ce qui leur permet de plonger avant d'être aperçus. Après la guerre, la marine américaine installe un dispositif analogue sur ses navires et ses sous-marins car il présente l'avantage d'être simple et léger. À la fin des années 1950, le Naval Research Laboratory (NRL) (service de recherche de l'US Navy) est chargé de développer le premier satellite artificiel américain dans le cadre du programme Vanguard. Le programme connait de nombreux échecs mais il permet à la marine américaine d'acquérir la maîtrise de la conception des satellites. Dans le contexte de la Guerre froide, les militaires américains cherchent à exploiter l'accès à l'espace qui vient de s'ouvrir à des fins militaires. Le NRL propose de placer en orbite basse (900 km) un satellite équipé du système de détection radar utilisé sur ses navires : celui-ci en survolant le territoire soviétique détectera les radars et renverra les informations collectées à des stations au sol. Le projet, après étude, reçoit l'accord du président des États-Unis en août 1959. Ce programme, baptisé TATTLETALE, prend une importance particulière lorsqu'un Lockheed U-2, chargé d'effectuer des missions de reconnaissance aérienne à très haute altitude au-dessus de l'Union Soviétique, est abattu par un missile antiaérien soviétique (incident de l'U-2), donnant un coup d'arrêt à ce type de reconnaissance. Le premier satellite de GRAB 1 ou Dyno 1 est lancé le 22 juin 1960 par une fusée Thor Ablestar et fournit les résultats attendus au cours des trois mois qui suivent. Quatre autres lancements ont lieu par la suite dont trois échecs, tous dus au lanceur. Les satellites GRAB emportent une charge utile double : à côté du détecteur radar, se trouve un instrument scientifique SOLRAD mesurant le rayonnement solaire qui est le seul déclaré officiellement. Les satellites GRAB sont de petite taille (une vingtaine de kilogrammes) et ils sont lancés, sauf pour le dernier tir, avec d'autres satellites notamment des satellites de navigation Transit (cf photo 2). 
En 1962, tous les programmes de satellite de reconnaissance américains sont réorganisés et regroupés au sein du programme National Reconnaissance Program (NRP) géré par la National Reconnaissance Office (NRO). Les satellites GRAB sont remplacés par les Poppy aux caractéristiques initiales très proches. L'existence des satellites GRAB et Poppy est déclassifiée par la NRO en septembre 2005 mais la plupart des caractéristiques et des opérations menées à l'aide de ces satellites relèvent toujours du secret défense.

## Caractéristiques techniques
Les satellites GRAB ont la forme d'une sphère de 51 cm de diamètre (cf photo 1). Le corps du satellite est recouvert en partie de cellules solaires qui fournissent environ 1 Watt et comporte plusieurs antennes. La masse du satellite va de 18  à   25 kg. Les satellites GRAB ne sont pas stabilisés. Des stations de réception au sol dédiées transportables sont développées pour recevoir et retransmettre les données transmises par les satellites (cf photo 3).

## Historique des lancements
Cinq lancements de satellite GRAB sont effectués dont deux réussis. Au cours du deuxième lancement, le premier étage s'est éteint 12 secondes trop tôt et le lanceur a été volontairement détruit. Des fragments sont retombés sur le territoire de Cuba. Par la suite, la trajectoire des fusées tirées avec une inclinaison de 70° a été modifiée pour éviter d'éventuelles retombées sur le sol cubain
| Désignation         | Date de lancement | Référence COSPAR | Lanceur       | Base de lancement                                       | Caractéristiques | Statut |
| ------------------- | ----------------- | ---------------- | ------------- | ------------------------------------------------------- | ---------------- | --- |
| GRAB 1 / SOLRAD-1   | 22 juin 1960      | 1960-007B        | Thor Ablestar | Base de lancement de Cape Canaveral - pas de tir LC-17B | masse : 19 kg    | Fonctionne durant 3 mois ; lancé avec le satellite Transit 2A                                                                 |
| GRAB 2 / SOLRAD-2   | 30 novembre 1960  | -                | Thor Ablestar | Cape Canaveral - pas de tir LC-17B                      | masse : 18 kg    | Échec du lancement ; lancé avec le satellite Transit 3A                                                                       |
| GRAB 3 / SOLRAD-3   | 29 juin 1961      | 1961-015B        | Thor Ablestar | Cape Canaveral - pas de tir LC-17B                      | masse : 25 kg    | Fonctionne durant 14 mois, lancé avec Transit 4A et Injun 1, ne se sépare pas d'Injun 1, ce qui dégrade les mesures d'Injun 1 |
| GRAB 4A / SOLRAD-4A | 24 janvier 1962   | -                | Thor Ablestar | Cape Canaveral - pas de tir LC-17B                      | masse : 25 kg    | Échec du lancement ; lancé avec 4 autres satellites : Injun 2, LOFTI 2 (en), SECOR 1, SURCAL (en) 1                           |
| GRAB 4B / SOLRAD-4B | 26 avril 1962     | -                | Scout X-2     | Base de lancement de Vandenberg Pas de tir SLC-5        | masse : 25 kg    | Échec du lancement, lancé seul                                                                                                |